# Bosanski Milanovac
Bosanski Milanovac (szerbül: Босански Милановац) szerb falu Bosznia-Hercegovinában, a Bosznia-hercegovinai Föderáció Una-Szanai kantonjában, Sanski Most községben. A települést 1936-ig Eminovcinak hívták, ekkor kapta mai Bosanski Milanovac nevét.

## Fekvése
Bosznia-Hercegovina északnyugati részén, Bihácstól légvonalban 53, közúton 71 km-re keletre, Sanski Most központjától légvonalban 9, közúton 14 km-re nyugatra, emelkedő dombos területen fekszik. A falu átlagos tengerszint feletti magassága körülbelül 500 méter, legmagasabb pontja pedig Lisacban 807 méter tengerszint feletti magasságban található. Keletről Donji Kamengrad, délről és délkeletről Dabar faluval, délről és délnyugatról Grdanovci faluval, nyugatról és északnyugatról Bošnjaci faluval, északról Naprelje faluval és északkeletről Gornji Kamengrad faluval határos. Bosanski Milanovac kataszteri területe 1527 hektár.

## Népessége
| Nemzetiségi csoport | Népesség 1991 | Népesség 2013 |
| ------------------- | ------------- | ------------- |
| Szerb               | 273           | 9             |
| Bosnyák             | 0             | 0             |
| Horvát              | 0             | 0             |
| Jugoszláv           | 1             | 0             |
| Egyéb               | 0             | 0             |
| Összesen            | 274           | 9             |

## Története
A régészeti leletek tanúsága szerint területén már az őskorban éltek emberek. 633 méteres tengerszint feletti magasságú tetején kora vaskori erődített település maradványai találhatók.
Eminovci település már a középkorban is létezett. 1446. augusztus 22-én kelt István Tamás bosnyák király adománylevele, melyben Eminovcit a Ključ várához tartozó falvak között említi. Ezt a vidéket 1463-ban hódította meg a török, és ettől fogva 1878-ig az Oszmán Birodalomhoz tartozott. Lakói részt vettek az 1875-1878-as törökellenes felkelésben. A szájhagyomány szerint csak a szanai régióból több mint 200 paraszt vett részt ebben a felkelésben. Ismeretes, hogy létezett egy dabar-eminovci csapat is, amelyben mind a dabariaknak, mint az eminovciknak megvolt a saját szakasza. Eminovci, (a mai Bosanski Milanovac) lakossága úgy emlékszik, hogy 24 parasztjuk vett részt a harcokban. 1877 nyarán a felkelő egységek Despotović ezredes parancsnoksága alatt több csatát vívtak. Parancsára több mint 2000 felkelőből álló különítmény (akiknek fele fegyverek nélküli volt), azért gyűlt össze a Grmeč-hegységben, hogy megvédje a török elől menekülőket és megtámadja a muszlimok lakta Donja Sanica, Hrustovo, Jezerac falvakat és néhány más kisebb falut. Június végén egy erős és hirtelen támadásban a felkelőknek ezekben a falvakban sikerült legyőzniük a jól felfegyverzett török őrségeket. Felgyújtották a falvakat. Sok fegyvert és állatot zsákmányoltak. A törököknek több mint 180 halottja volt. A felkelők vesztesége ismeretlen.
1878-ig a település az Oszmán Birodalomhoz tartozott, majd az Osztrák-Magyar Monarchia része lett. Az első osztrák-magyar népszámlálás során, 1879-ben a településen 216 lakost számláltak, akik mind ortodox szerbek voltak. A korabeli forrásanyag alapján azonban megállapítható, hogy 1878 után jelentős számú szerb és kisebb számú horvát család vándorolt be Likából, Dalmáciából, Kordunból és Banijából a Szanamenti falvakba, köztük Bosanski Milanovacba is.
Egyházi források szerint 1895-ben ortodox templom és plébániahivatal működött a településen. Petar Ivančević a Bosanska vila című újságban ezt írta: „Eminovci faluban fatemplom épült 1880-ban”.
1910-ben a falunak Eminovci község részeként 529 lakosa volt. 1941-ben Bosanski Milanovac is azok közé a falvak közé tartozott, ahol csak szerbek éltek.
A boszniai háború idején a Sana hadművelet során szerb lakossága a szerb csapatokkal együtt elmenekült a támadó bosnyák csapatok elől és közülük csak kevesen tértek vissza.

## Oktatás
A szerb ortodox általános iskola építésének munkálatai 1907-ben kezdődtek. Abban az évben Svetozar Culibrković (Ćulibrk), munkanélküli tanár megalapította Eminovci község "oktatás" albizottságát mely egy általános iskola megnyitásán dolgozott. A hatóságok azt kérték, hogy az iskola tanára apja, Lazar Ćulibrković (Ćulibrk) legyen, mivel fiát, Svetozart az osztrák-magyar hatóságok nem engedték, hogy tanárként dolgozzon Bosznia-Hercegovinában. Ezt az iskolát valószínűleg csak 1913-ban nyitották meg, mert csak az első információk csak 1914-től állnak rendelkezésre róla. Már 1914 nyarán, közvetlenül az első világháború kitörése, vagyis a Szerbia elleni támadás után az osztrák-magyar hatóságok megkezdték a letartóztatásokat szerbek és szerbbarát muszlimok körében Bosznia-Hercegovinában. Előbb Bihácsra, majd Újvidékre, végül Szegeden keresztül Aradra hajtották őket, ahol a vár kazamatáiban raboskodtak. A táborban hamarosan tífuszjárvány tört ki. Egyes adatok szerint összesen 2200 szerb és számos muszlim halt meg ebben a táborban, míg összesen 5500 internált haladt át rajta. Az itt elhunytak között volt 1915-ben Lazar Ćulibrković eminovci ortodox plébános, majd 1918-ban utódja Milan Pejić eminovci plébános is. A szerb egyházi iskola 1914-ben szüntette be a munkáját. Az eminovci ortodox egyházi iskola megszüntetésével a falu 1926-ig iskola nélkül maradt. 1926-ben felépítették az új általános iskolát.

## Nevezetességei
- A Legszentebb Istenanya Születése (Kisboldogasszony) tiszteletére szentelt ortodox temploma 1894-ben épült egy fatemplom alapjaira, mely tizennégy évvel korábban épült ezen a helyen, amelyet eredetileg Eminovcinak hívtak. Ez a templom vallási funkciója mellett az egész régió kulturális és történelmi értékeit is képviselte, amely a szerb nép életéről és viharos történelméről tanúskodott. Ezen a helyen 1886 óta rendszeresen vezetik egyházi anyakönyveket. Felszentelését 1940. szeptember 21-én végezte Banja Luka ortodox püspöke Platon (Jovanović). A templom a második világháború alatt elpusztult, majd újjáépítették. 1995 októberében azonban a Bosanski Milanovac falu elleni támadás során a bosnyák hadsereg elpusztította. Az anyakönyvek, ikonok és számos vallási érték is megsemmisült, a lakosságot elűzték. A templom helyreállítását a település egykori lakói kezdeményezték és anyagilag támogatták. Az 1995-bhen elűzöttek közül mindössze öt háztartás tagjai tértek vissza. A felszentelési liturgiát 2013. szeptember 22-én Atanasije bihács-petrovai püspök végezte, több pap koncelebrálásával.[6][7]

- Az ortodox kolostor építése 2015-ben kezdődött, és a tervek szerint 2017-ben a Szűzanya ünnepére került tető alá.

- Gradina – a történelem előtti, a korai vaskorhoz tartozó régészeti lelőhely. Egy 633 méteres tengerszint feletti magasságú kis domb tetején található. A nyugati oldalon megmaradtak a kősánc maradványai. Az erődített település korát a kora vaskorra teszik.[8]

- Staro kućište – egy elhagyott ház, melynek volt tulajdonosát valószínűleg elűzték. A nevéből sejthető, hogy ősi lelőhely, bár még nem vizsgálták. Az oszmán korszakhoz tartozónak vélik.[9]

## Fordítás
- Ez a szócikk részben vagy egészben  a   Bosanski Milanovac című bosnyák Wikipédia-szócikk ezen változatának fordításán alapul.  Az eredeti cikk szerkesztőit annak laptörténete sorolja fel. Ez a jelzés csupán a megfogalmazás eredetét és a szerzői jogokat jelzi, nem szolgál a cikkben szereplő információk forrásmegjelöléseként.